# Camber Railway
A Camber Railway egy 610 mm-es keskeny nyomtávú vasút volt, amely a Falkland-szigeteken, az Atlanti-óceán déli részén helyezkedett el. A világ egyik legdélebbi vasútja volt.
A Camber Railway-t az Admiralitás rádióállomásának támogatására építették, és szenet szállított az állomást működtető generátoroknak. A vasútvonal Stanley kikötőjének északi oldalán haladt mintegy 3,5 mérföldön (5,6 km) keresztül.

## Története
Két Kerr, Stuart and Company "Wren" sorozatú 0-4-0 kerékelrendezésű szertartályos gőzmozdony üzemelt. A rendszer a rádióállomás korszerűsítése után használaton kívül került. Az infrastruktúra egyes részeit a Falkland-szigeteki háborúban használták; a síneket elvitték néhány védelmi építményhez.

## Járműállomány
- KS "Wren" sorozatú gőzmozdonyok - 2 (KS 2388/15 és 2392/15)
- fából készült vagonok - 3
- gőzdaru (lapos kocsin) - 1
- billenőkocsi
- lapos kocsi

## Galéria

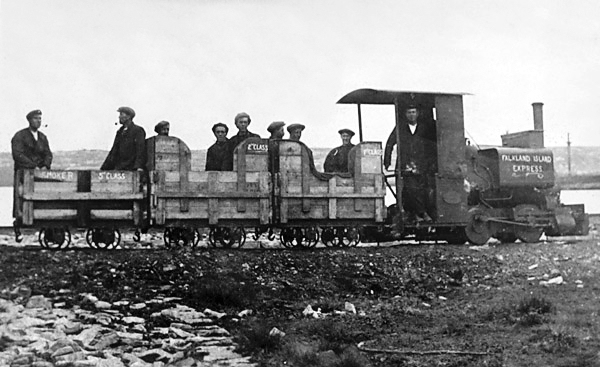
Camber Railway, 1915-1922. A mozdony tartályára kézzel írt „Falkland Island Express” felirat van. A fából készült kocsiszekrények mindkét végén levehető ülések vannak a munkások számára. Az 1. osztály, 2. osztály, 3. osztály és „Smoker” feliratok, nem beszélve a mozdony tartályán lévő feliratról, arra utalnak, hogy az egészet egyfajta tréfának tekintették. A fényképet később egy Falkland-szigeteki 54 pennys bélyegen is felhasználták.
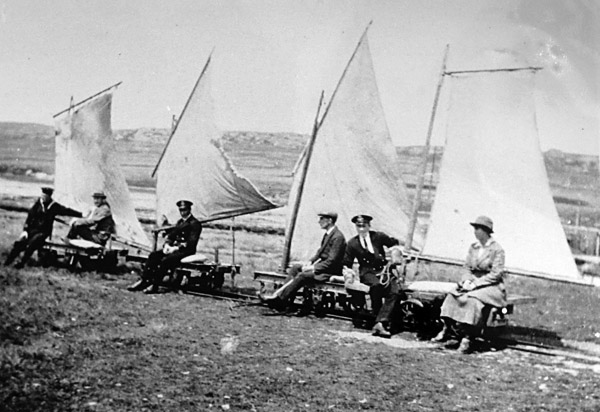
Vitorlás vontatású kocsik kiegyensúlyozott fülkével, álló fülkével és gaff riggel (1920-as évek eleje)